# 아르놀트 하우저
아르놀트 하우저(헝가리어: Hauser Arnold 허우셰르 어르놀드[*], 독일어: Arnold hauser, 1892년 5월 8일 ~ 1978년 1월 28일)는 헝가리의 역사학자로 오랜 기간 동안 영국에서 살면서 미술사, 정신분석학, 예술 이론, 미학, 사회사, 문화사, 미술심리학 등의 여러 학문의 경계를 넘나든 미술사학자이다.
하우저는 예술의 형식적인 면에 가치를 두었으나, 사회역사적인 관점에 대해서도 예술사회학자로서 관심을 가졌다. 포괄적이고 상세한 예술에 대한 지식과 오랜 기간 동안의 영화산업에 있어서의 활동은 그가 예술에 대하여 한편으로는 자율적으로, 다른 면으로는 사회 현상으로 보게 해 주었다. 냉전 시기의 서방(형태에 내재한 해석)과 동방(예술의 사회적 한계) 사이의 미술에 대한 논쟁 속에서 하우저는 중간에 있으려고 했다.
현재의 루마니아의 영토인 티미쇼아라에서 태어났으며, 영국에서 망명 생활을 했다. 1978년에 부다페스트에서 사망했다.

## 저서
- 1951년 : 《문학과 예술의 사회사》(Sozialgeschichte der Kunst und Literatur) ISBN 89-364-7995-4
- 1958년 : 《예술사의 철학》(Philosophie der Kunstgeschichte)
- 1964년 : 《매너리즘 : 르세상스의 위기와 근대 예술의 기원》(Der Manierismus. Die Krise der Renaissance und der Ursprung der modernen Kunst)
- 1974년 : 《예술의 사회학》(Soziologie der Kunst) ISBN 89-356-0049-0
- 1978년 : "Im Gespräch mit Georg Lukács" kleiner Sammelband mit drei Interviews und dem Essay "Variationen über das tertium datur bei Georg Lukács"